# Gheorghe Șoană
Gheorghe Șoană (n. 11 iunie 1945, Iași) este un general român în rezervă și fost comentator sportiv la Radio România.

## Cărți publicate
- Dan Irimiciuc - Mușchetarul de bronz (Ed. Pan Europe, Iași, 2002)